# 대한민국 형법 제262조
대한민국 형법 제262조는 상해와 폭행의 죄의 하나인 폭행치사상죄에 대한 형법각칙의 조문입니다.

## 조문
제262조 (폭행치사상) 전2조의 죄를 범하여 사람을 사상에 이르게 한 때에는 제257조 내지 제259조의 예에 의한다.

第262條(暴行致死傷) 前 2條의 罪를 犯하여 사람을 死傷에 이르게 한때에는 第257條 乃至 第259條의 例에 依한다.

## 참조 조문

### 전2조의 범죄
제260조(폭행, 존속폭행) ① 사람의 신체에 대하여 폭행을 가한 자는 2년 이하의 징역, 500만원 이하의 벌금, 구류 또는 과료에 처한다. <개정 1995.12.29>
②자기 또는 배우자의 직계존속에 대하여 제1항의 죄를 범한 때에는 5년 이하의 징역 또는 700만원 이하의 벌금에 처한다. <개정 1995.12.29>③제1항 및 제2항의 죄는 피해자의 명시한 의사에 반하여 공소를 제기할 수 없다. <개정 1995.12.29>

제261조(특수폭행) 단체 또는 다중의 위력을 보이거나 위험한 물건을 휴대하여 제260조 제1항(폭행) 또는 제2항(존속폭행)의 죄를 범한 때에는 5년 이하의 징역 또는 1천만원 이하의 벌금에 처한다.

### 준용규정
제257조(상해, 존속상해) ① 사람의 신체를 상해한 자는 7년 이하의 징역, 10년 이하의 자격정지 또는 1천만원 이하의 벌금에 처한다. 

②자기 또는 배우자의 직계존속에 대하여 제1항의 죄를 범한 때에는 10년 이하의 징역 또는 1천500만원 이하의 벌금에 처한다. 

③전 2항의 미수범은 처벌한다.

제258조(중상해, 존속중상해) ① 사람의 신체를 상해하여 생명에 대한 위험을 발생하게 한 자는 1년 이상 10년 이하의 징역에 처한다.
②신체의 상해로 인하여 불구 또는 불치나 난치의 질병에 이르게 한 자도 전항의 형과 같다.
③자기 또는 배우자의 직계존속에 대하여 전 2항의 죄를 범한 때에는 2년 이상의 유기징역에 처한다.

제259조(상해치사) ① 사람의 신체를 상해하여 사망에 이르게 한 자는 3년 이상의 유기징역에 처한다.

② 자기 또는 배우자의 직계존속에 대하여 전항의 죄를 범한 때에는 무기 또는 5년 이상의 징역에 처한다.

## 사례
진료도중 고혈압 환자 A와 심한 말다툼을 한 내과전문의 갑은 A의 빰을 때렸고 A는 빰을 맞는 순간 뇌출혈을 일으켜서 사망한 경우, 갑은 A의 사망에 대한 예견가능성이 있다고 보여져 폭행죄가 아닌 폭행치사죄가 성립할 수 있다.

## 판례
- 피고인들이 공동하여 피해자를 폭행하여 당구장 3층에 있는 화장실에 숨어 있던 피해자를 다시 폭행하려고 피고인 갑은 화장실을 지키고 피고인 을은 당구치는 기구로 문을 내려쳐 부수자 위협을 느낀 피해자가 화장실 창문 밖으로 숨으려다가 실족하여 떨어짐으로써 사망한 경우에는 피고인들의 위 폭행행위와 피해자의 사망 사이에는 인과관계가 있다고 할 것이므로 폭행치사죄의 공동정범이 성립된다[1]
- 어린애를 업은 사람을 밀어 넘어뜨려 그 결과 어린애가 사망하였다면 폭행치사죄가 성립된다[2]

## 같이 보기
- 폭력
- 폭행치사죄
- 폭행치상죄
- 대한민국 형법 제15조 예견가능성
- 대한민국 형법 제260조 폭행죄
- 대한민국 형법 제261조 특수폭행죄
- 대한민국 형법 제257조 상해죄, 존속상해죄
- 대한민국 형법 제258조 중상해죄, 존속중상해죄
- 대한민국 형법 제259조 상해치사죄